# بازی زیبا (فیلم ۲۰۲۴)
بازی زیبا یک فیلم بریتانیایی درام ورزشی محصول سال ۲۰۲۴ به کارگردانی تیا شاروک و نویسندگی فرانک کاترل-بویس است. بیل نیگی و مایکل وارد بازیگران این فیلم هستند.
تیم فوتبالیست‌های بی‌خانمان انگلیسی، از جمله بازیکن وینی مهاجم با استعداد اما مشکل دار، توسط مربی خود مال رهبری می‌شود تا در مسابقات جهانی فوتبال سالانه، جام جهانی بی خانمان‌ها، در رم شرکت کنند این فیلم توسط نتفلیکس در ۲۹ مارس ۲۰۲۴ منتشر شد.

## طرح
مال بردلی، مربی سابق فوتبال جوانان، وینی را از دست پدر و مادری عصبانی که یک جلسه تمرین جوانان را قطع می‌کند، نجات می‌دهد. وینی با معرفی او به «تیم رؤیایی» خود، تیمی که برای یک تورنمنت سالانه فوتبال جهانی در رم تمرین می‌کند، تحت تأثیر قرار نمی‌گیرد.
وینی متوجه می‌شود که آنها در مورد جام جهانی بی خانمان‌ها صحبت می‌کنند که بعد از آن برای صرف غذا می‌ماند، بنابراین اصرار می‌کند که واجد شرایط نیست و می‌رود. مال به دنبال او به سمت ماشینش، جایی که او در آن زندگی می‌کند، می‌رود. با دیدن اینکه وینی به اندازه ای مغرور است که به سختی خود اعتراف می‌کند، شماره خود را رها می‌کند و می‌رود.
وینی مشکل دار مرتباً به دوران فوتبال کوتاه خود و تیم جوانان وستهم فلاش بک می‌زند. در حال حاضر، وینی از کار نیمه وقت خود دور شده است. او با دیدن دختر کوچکش ایوی، او را به یک مجمع ویژه مدرسه دعوت می‌کند، جایی که او در مورد کسی که او را تحسین می‌کند صحبت می‌کند. الی سابقش از او می‌خواهد که اگر موفق نشد به ایوی بگوید، بنابراین وینی می‌گوید که او در رم خواهد بود.
تیم با وینی به رم می‌رود. در مراسم افتتاحیه، او می‌تواند ببیند که این یک رویداد واقعاً بین‌المللی است. به وینی اتاقی با ناتان اختصاص داده می‌شود. وقتی متوجه می‌شود که متادون مصرف می‌کند، وحشت می‌کند که نیتان یک معتاد به هروئین است. وینی در حال بلند شدن در پارکی به خواب می‌رود.
صبح، وینی برای انجام اولین بازی خود با آفریقای جنوبی وارد می‌شود. از آنجایی که آنها حاضر نمی‌شوند، انگلیس اولین پیروزی خود را کسب می‌کند. آنها در فرودگاه محل زندگی خود بازداشت شدند زیرا پناهجوی زیمبابوه آنها دارای ویزای محدود کننده است.
در بازی انگلیس و پرتغال، وینی آنها را به پیروزی می‌برد. این اولین سالی است که ژاپن در آن شرکت می‌کند، بنابراین مربی زن جوان آنها با آنها سخت می‌گیرد. پس از اینکه آنها اولین مسابقه خود را از دست می‌دهند، در حالی که او آنها را توبیخ می‌کند، تیم یواشکی برای کشف رم می‌رود.
جیسون انگلیسی توسط رزیتا آمریکایی مورد ضرب و شتم قرار می‌گیرد، اما ناخواسته علاقه خود را به شیوه ای بیش از حد جنسی ابراز می‌کند. او که در مورد زنان بی تجربه است، متوجه نمی‌شود که توهین آمیز بوده است. جیسون با دادن ماهی قزل آلا به رزیتا جبران می‌کند. سرمربی ژاپن هم عذرخواهی کرد و با تیمش آشتی کرد.
راهبه مربی آفریقای جنوبی، پروتاسیا، وینی را مجبور می‌کند تا با یک مسابقه موافقت کند. خدمه انگلیسی از او ناراضی هستند، اما وقتی نیتان سعی می‌کند با او صحبت کند، او به سرعت فرار می‌کند. ناتان که احساس گناه می‌کند، می‌خواهد او را پس بگیرد، اما تیم اصرار دارد که او بماند. در طول جستجو، آلبار، کوین، جیسون و کال مناظر رم را می‌بینند. کال سرانجام وینی را پیدا می‌کند و آنها به خاطر پدر بودن با هم پیوند می‌خورند، سپس بقیه می‌آیند. همه به این نتیجه می‌رسند که وینی در حمایت از بازی برگشت با آفریقای جنوبی حق داشته است.
روز بعد، وینی خود را با تیم گرم می‌کند. در بازی مقابل آفریقای جنوبی، ناتان نمی‌تواند آن را تمام کند. آنها مسابقه را می‌بازند، اما با ژاپن بازی می‌کنند و امتیاز لازم برای صعود به مرحله یک چهارم نهایی را به دست می‌آورند. آنها با دیدن ترک ناتان به دلیل ترک متادون غمگین می‌شوند. او در بریتانیا بهتر خواهد بود، زیرا از حمایت برخوردار است.
رزیتا جیسون را می‌بخشد و او را برای دویدن دعوت می‌کند و در راه توضیح می‌دهد که او یک خیال باف است. از آنجایی که او مقیم دائم ایالات متحده نیست، امیدوار است که مورد شناسایی قرار گیرد.
انگلیس مکزیک را شکست داد، بنابراین به یک چهارم نهایی مقابل ایتالیا می‌رود. البر به دلایل سیاسی از بازی کردن خودداری می‌کند، زیرا او یک کرد است و کاپیتان ایتالیا ترکمن سوریه است. انگلیس یک بازیکن آرژانتینی را قرض می‌گیرد، اما به زودی وینی برای دو دقیقه از زمین مسابقه اخراج می‌شود. آلبار دوباره به داخل می‌پرد و وقتی وینی به زمین بازگردد، امتیاز را مساوی می‌کند. در مرحله پنالتی ایتالیا برنده است. آلبار و کاپیتان ایتالیا با هم صلح می‌کنند.
پس از آن، تیم انگلیسی مبارزه می‌کند. وینی در حالت دفاعی به این موضوع اشاره می‌کند که چرا بسیاری از آنها بی خانمان هستند. آلبار اشاره می‌کند که او یک پناهنده آرایشگر است، سپس به همه پیشنهاد می‌دهد که اصلاح کنند. هنگامی که ایوی با وینی تماس می‌گیرد و می‌گوید که سخنرانی مدرسه اش در جام جهانی بی خانمان‌ها از او بود، با ناراحتی و تحقیر، وینی بلند می‌شود.
هنگام صرف شام با گابریلا، مدیر ایتالیایی کاپ، مال توضیح می‌دهد که وینی را در تمرین جوانان وستهم جستجو کرده است. از آنجایی که بریده شدن باعث می‌شود وینی خود را بازنده ببیند، مال امیدوار است به او کمک کند.
صبح روز بعد، اگرچه وینی برای بازی ایالات متحده خیلی دیر شده است، آنها همچنان برنده می‌شوند. رزیتا همچنین در دانشگاه مورد شناسایی قرار گرفته و با ارزش‌ترین بازیکن شناخته می‌شود. وینی به لطف پروتاسیا به آفریقای جنوبی جانشین می‌شود و به آنها کمک می‌کند تا طلا را کسب کنند.
مال به وینی نشان می‌دهد که در کودکی او را جستجو کرده است. وینی با بازگشت اعتماد به نفس خود به انگیزه دادن به تیم سال آینده کمک می‌کند.

## بازیگران
- بیل نیگی در نقش مال
- مایکل وارد در نقش وینی
- والریا گولینو در نقش گابریلا
- سوزان وکوما
- کالوم اسکات هاولز به عنوان ناتان
- کیت یانگ به عنوان کال
- سیان ریس-ویلیامز در نقش سیان
- شیی کول در نقش جیسون
- تام وان-لاولر در نقش کوین
- رابین نظری در نقش الدار
- آئوی اوکویاما در نقش میکا
- جسی رومئو در نقش الی
- کریستینا رودلو در نقش روزیتا
- تاداشی واتانابه
- کازوهیرو موریاما

## رهایی
بازی زیبا توسط نتفلیکس در ۲۹ مارس ۲۰۲۴ منتشر شد.